# A Certain Smile, a Certain Sadness
| Оценки критиков               | Оценки критиков |
| Источник                      | Оценка          |
| ----------------------------- | --------------- |
| AllMusic                      | [ 2 ]           |
| Encyclopedia of Popular Music | [ 3 ]           |

A Certain Smile, a Certain Sadness — совместный студийный альбом бразильской певицы Аструд Жилберту и пианиста Уолтера Вандерлея, выпущенный в 1966 году на лейбле Verve Records. Продюсером альбома стал Крид Тейлор.

## Отзывы критиков
Кристиан Гензель из AllMusic дал альбому три с половиной звезды из пяти, заявив, что альбом не такой захватывающий как можно было бы ожидать от двух суперзвёзд босановы. Он отметил, что не всегда кажется, что они работают вместе — каждый выступает в своей собственной вселенной. В журнале Billboard отметили, что встреча двух выдающихся талантов — это всегда удовольствие, и этот союз Жилберту и Вандерлея не исключение. Рецензент журнала Cash Box написал: «Латиноамериканские звуки босановы и серебристый голос Аструд Жилберту должны сделать этот альбом любимым среди южноамериканских меломанов. Такие стандарты, как „A Certain Smile“ и „It’s a Lovely Day Today“, получают свежую ритмическую обработку, а „Portugese Washerwoman“ и „Tu Meu Delirio“ и „Call Me“ интересны своими гармониями и синкопированными ритмами». Рецензент журнала Record World: «Объединение двух самых важных продуктов бразильского экспорта — и забудьте обо всём этом кофе. Это босса, босса, босса. „A Certain Smile“, „A Certain Sadness“, „Call Me“, „It’s A Lovely Day Today“, „So Nice“. О-о-о-ох, как приятно». Питер Райлли же из Stereo Review заявил, что прослушивание этой записи стало очень жутким опытом: «Максимальный эффект достигается в „Call Me“ — с Аструд Жилберту, скулящей на заднем плане, как зловещий анестезиолог Безумного доктора, это могло бы стать хорошим отрывком в мюзикле, основанном на „Мозге Донована“. Или это могло бы стать хорошей садистской игрой для вечеринок с ипохондриками, которых вы знаете. (Скажите им, чтобы они держали глаза закрытыми, а затем медленно увеличьте скорость до 45… затем 78… опа!) Помимо коронарного ритма, я не нашел здесь ничего интересного. Аструд Жилберту, на мой взгляд, не столько певица, сколько звук. Временами звучит очень приятно, особенно когда она поёт на португальском. Но на английском её странный акцент и певучая подача эффективно искажают смысл любого текста. Вандерлей, я думаю, хорош, но органисты в поп-музыке неотразимо вызывают у меня воспоминания о роллердроме».

## Список композиций
| №  | Название                 | Автор(ы)                                 | Длительность |
| -- | ------------------------ | ---------------------------------------- | ------------ |
| 1. | «A Certain Smile»        | Сэмми Фейн, Пол Уэбстер                  | 1:30         |
| 2. | «A Certain Sadness»      | Карлос Лира, Джон Корт                   | 3:06         |
| 3. | «Nega»                   | Реубенус Соарес, Дэвид Нессер            | 2:18         |
| 4. | «So Nice (Summer Samba)» | Маркос Валле, Паоло Валле, Норман Гимбел | 2:37         |
| 5. | «Vocé Ja Foi Bahia»      | Доривал Каимми                           | 2:12         |
| 6. | «Portugese Washerwoman»  | Андре Попп, Роджер Луккези               | 1:30         |

| №  | Название                     | Автор(ы)                                | Длительность |
| -- | ---------------------------- | --------------------------------------- | ------------ |
| 1. | «Goodbye Sadness (Tristeza)» | Харольдо Лобу, Нильтиньо, Норман Гимбел | 3:30         |
| 2. | «Call Me»                    | Тони Хатч                               | 3:18         |
| 3. | «Here’s That Rainy Day»      | Джимми Ван Хьюзен, Джонни Берк          | 2:43         |
| 4. | «Tu Me Delirio»              | Сезар Портильо де ла Лус                | 3:35         |
| 5. | «It’s A Lovely Day Today»    | Ирвинг Берлин                           | 2:35         |

| №  | Название               | Автор(ы)                      | Длительность |
| -- | ---------------------- | ----------------------------- | ------------ |
| 1. | «The Sadness Of After» | Эду Лобу, Норман Гимбел       | 2:27         |
| 2. | «Who Needs Forever?»   | Куинси Джонс, Говард Гринфилд | 2:48         |

## Участники записи
- Ансамбль — Трио Уолтера Вандерлея
- Бас-гитара — Хосе Марино
- Вокал — Аструд Жилберту
- Звукоинженер — Руди Ван Гелдер
- Звукорежиссёр — Вэл Валентин
- Мастеринг — Ван Гелдер
- Перкуссия — Бобби Розенгарден
- Продюсер — Крид Тейлор
- Ударные — Клаудиу Слон

## Чарты
| Чарт (1967)                     | Высшая позиция |
| ------------------------------- | -------------- |
| США (Cash Box Top 100 Albums)   | 113            |
| США (Record World Top 100 LP’s) | 114            |